# イズリントン区
イズリントン・ロンドン自治区（イズリントン・ロンドンじちく、英: London Borough of Islington、 発音）は、イギリスの首都ロンドンでインナー・ロンドンを構成するロンドン自治区の一つ。1965年にイズリントン首都自治区とフィンズベリー首都自治区とが合併して誕生したが、その面積は32のロンドン自治区で2番目に小さく、イングランドでも第3位の狭さのディストリクトである。国政選挙では、Islington NorthとIslington South&Finsburyの2つの選挙区に分かれる。区の自治主体はイズリントン区議会。
ハロウェイ地区には、プロサッカークラブのアーセナルFCが本拠地とするエミレーツ・スタジアムがある。また、同地区にはフレートライナー都市農園があり、ウサギ、ウシ、チキン、ブタなどの家畜も含め、全面的に無料開放されている。

## 地名
元々、イズリントンはサクソン人によって1005年にGiseldone、1062年にGislanduneと名づけられた。「ギスラの丘」という意味で、イギリスで昔用いられた「ギスラ」という人名からとられた。後にIsledonと改められ、17世紀に近代的な言語様式が誕生した後もそのまま用いられた。中世、イズリントンはこの地に数多あった小荘園の一つでしかなく、ほかにはBernersbury、Neweton Berewe、Canonesburyなどがあった。「イズリントン」という地名はこれらの村々を束ねる教区として初めて用いられ、1899年に組織された首都自治区にも「イズリントン」の名が付された。後にフィンズベリー首都自治区と合併し、「イズリントン」はさらに拡大した。

## 地理
西部はカムデン区、北部はハーリンゲイ区、東部はハックニー区、南部はシティ・オブ・ロンドンと接する。

## 地区
- アーチウェイ（英語版）
- アッパー・ハロウェイ（英語版）
- イズリントン
- エンジェル（英語版）
- オールド・ストリート（英語版）
- カノンベリー（英語版）
- キングス・クロス（英語版）
- クラーケンウェル（英語版）
- セント・ルークス（英語版）
- タフネル・パーク（英語版）（カムデン区に一部跨がる地区）
- ナッグズ・ヘッド（英語版）
- ニューイントン・グリーン（英語版）
- マイルドメイ（英語版）
- バーンズベリー（英語版）
- ハイゲート（カムデン区及びハーリンゲイ区に跨がる地区）
- ハイベリー
- ハロウェイ（英語版）
- ファーリンドン（英語版）
- フィンズベリー（英語版）（区内南東部にある。下記 - パークと混同される）
- フィンズベリー・パーク（英語版）（区北東部でハーリンゲイ区、ハックニー区に跨がる。インナー・ロンドンの北端になる）
- ペントンヴィル（英語版）
- ロウワー・ハロウェイ（英語版）

### 下位行政区
- イースト・カノンバリー (East Canonbury)
- カノンベリー (Canonbury)
- カレドニアン (Caledonian)
- クラーケンウェル (Clerkenwell)
- ジャンクション (Junction)
- セント・ジョージズ (Saint Georges)
- セント・ピーターズ (Saint Peters)
- セント・メアリーズ (Saint Marys)
- トーリントン (Tollington)
- ニューイントン・グリーン (Newington Green)
- バーンズベリー (Barnsbury)
- ハイベリー・イースト (Highbury East)
- ハイベリー・ウェスト (Highbury West)
- ハロウェイ (Holloway)
- バンヒル (Bunhill)
- ヒルライズ (Hillrise)
- フィンズベリー・パーク (Finsbury Park)
- マイルドメイ (Mildmay)

## 交通

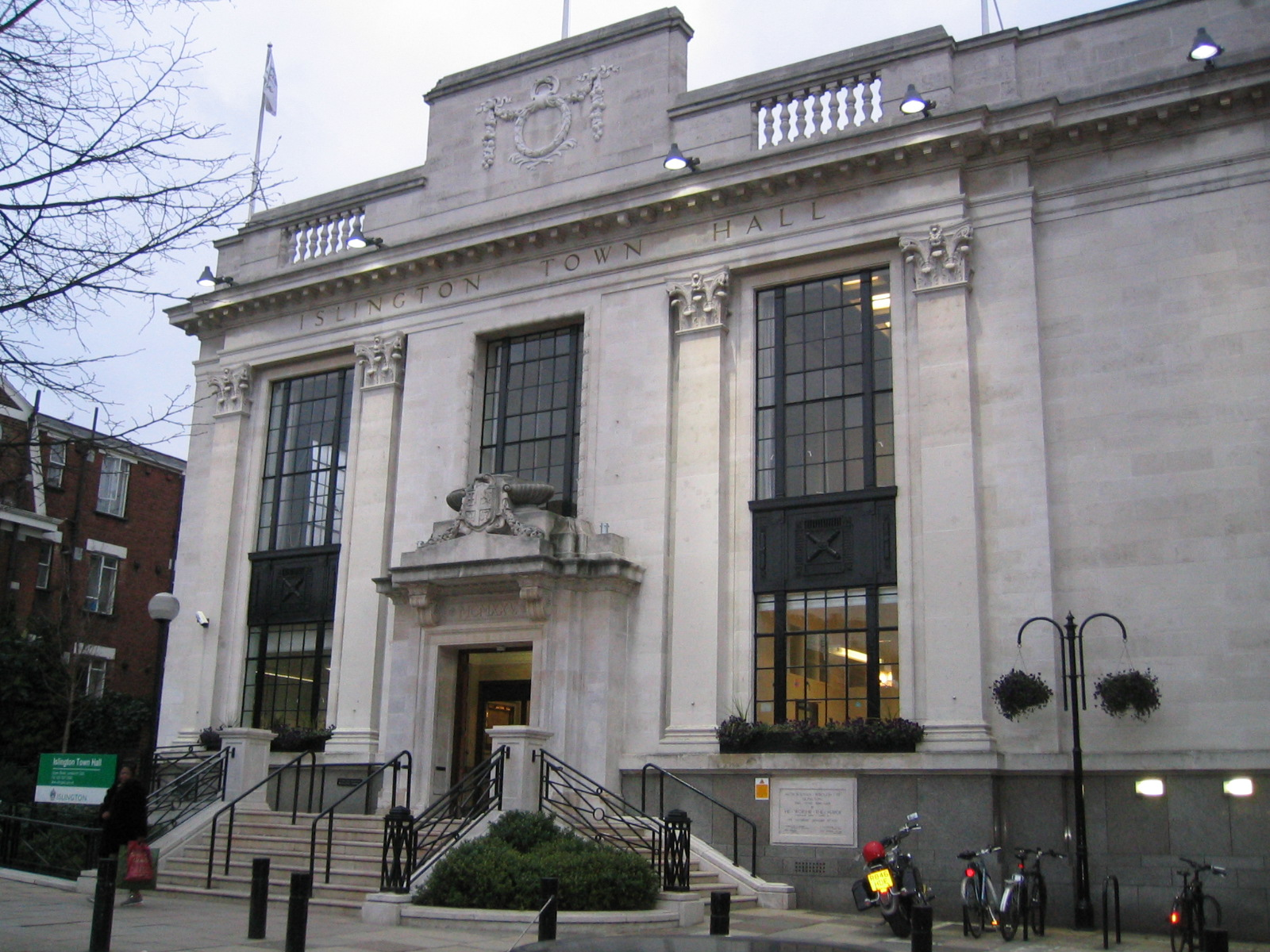
役所

幅広い公共交通を有しており、シティやウェスト・エンドまで乗り換えなしで行くことができる。区内に位置する地下鉄駅からはロンドンのほとんどの場所へ行くことができる。

### 地下鉄駅
- エンジェル駅（Angel）
- アーチウェイ駅（Archway）
- アーセナル駅（Arsenal）
- カレドニアン・ロード駅（Caledonian Road）
- フィンズベリー・パーク駅（Finsbury Park）
- ハイベリー・アンド・イズリントン駅（Highbury & Islington）
- ハロウェイ・ロード駅（Holloway Road）
- キングス・クロス・セント・パンクラス駅（King's Cross St. Pancras）
- オールド・ストリート駅（Old Street）
- タフネル・パーク駅（Tufnell Park）

主にピカデリー線やヴィクトリア線、ノーザン線が通る。

### 地上駅
- カレドニアン・ロード・アンド・バーンズベリー駅（Caledonian Road & Barnsbury）
- ハイベリー・アンド・イズリントン駅（Highbury & Islington）
- カノンベリー駅（Canonbury）
- アッパー・ハロウェイ駅（Upper Holloway）
- クラウチ・ヒル駅（Crouch Hill）
- ドレイトン・パーク駅（Drayton Park）
- エセックス・ロード駅（Essex Road）
- フィンズベリー・パーク駅（Finsbury Park）
- オールド・ストリート駅（Old Street）

## 刑務所
イズリントンのペントンヴィルには男性が収容されるペントンヴィル刑務所、かつて多くの女性参政権論者が収容されたハロウェイ女性刑務所がある。ペントンヴィル刑務所にはこれまで、下記の有名人も収容された。
- ホーレイ・ハーヴェイ・クリッペン - 妻を殺害した罪で1910年に処刑
- 毒殺者フレデリック・セドン - 1912年に所内で処刑
- ジョン・クリスティー - 妻を殺害した罪で1953年に処刑
- チャールズ・ピース - 悪名高い強盗、殺人犯
- ティモシー・エヴァンス - ジョン・クリスティーと同じところに住んでいた不当被告人
- ネヴィル・ハース - 2人の女性を殺害した罪で1946年に処刑
- サイモン・ディー - 司会者
- タキ・テオドラコプロス - ゴシップ誌「ザ・スペクテイター」のコラムニスト。コカイン所持の罪で1984年に3ヶ月間収容。後に、この経験をもとにして「Nothing to Declare」という本を出した
- デイヴィッド・アーヴィング - 歴史家
- ジョン・アルフォード - 記者に違法薬物を売った罪で1999年に6週間収容
- ストラングラーズのヒュー・コーンウェル - 薬物所持の罪で収容
- ベイビー・シャンブルズとザ・リバティーンズのピート・ドハーティ - 2005年2月に4日間収容され、後に保釈金を支払い保釈された。後にベイビー・シャンブルズとして出したアルバム「ダイン・イン・アルビオン」には刑務所に関する楽曲が収録されており、そこには「ペントンヴィル」という固有名詞が登場する
- ブレイク・フィールダー＝シヴァル - エイミー・ワインハウスの夫。痛ましい身体的危害を与え、正義の道を陥れようとした罪で2008年に収容
- ボーイ・ジョージ - 男娼を監禁した罪で2009年に収容

## 観光スポット
- アルメイダ劇場
- プレザンス・シアター・イズリントン
- コーティヤード劇場
- エミレーツ・スタジアム（およびハイベリーの旧アーセナル・スタジアム）
- イズリントンN1センター
- カノンベリー・スクエアにあるエストリック近代イタリア美術コレクション
- ヘン・アンド・チッケンズ劇場
- パークハースト・ロードにあるイズリントン・アーツ・ファクトリー
- キングズ・クロスのニュー・ワーフ・ロードにあるロンドン運河博物館
- フィンズベリー図書館内にあるイズリントン博物館
  - 同館内にあるイズリントン郷土史センター
- キングズ・ヘッド劇場 - パブシアター
- サドラーズウェルズ劇場 - バレエを中心に上演
- オールド・レッド・ライオン - パブシアター
- ユニオン教会
- ピーター・ベネンソン・ハウス - アムネスティ・インターナショナルの本部になる。
- リトル・エンジェル劇場 - 人形劇の劇場で、ロンドン・サスペンス人形劇フェスティバルのプロデューサー
- N1センター内にあるVUEシネマ
- ハロウェイ・ロードにあるオデオン・シネマズ

## 経済
区内南西端は、カムデン区内ブルームスベリー界隈と隣接し、同カムデン区と跨がるキングス・クロス (Kings Cross) 地区になる。同地区には、カムデン区内になるがGoogle英法人本社があり、イズリントン区内になる建物キングス・プレイス (Kings Place) 内には、中道左派系大手新聞ガーディアン本社が入居するほか、WeWorkのコワーキング・スペースがある。
その他、インマルサット本社が区内にある。

## 人口動態
現在の特別区域を占めていた教区には、1801年時点で6万5721人が住んでいた。その19世紀、人口は着実に増加し、中葉に20万人を突破、さらに鉄道が開通すると増加率も伸び、19世紀終盤には40万人を記録した。しかしフィンズベリー大都市行政区と合併するととりわけ貧困や重度の過密状態に苦しめられ、第一次世界大戦前をピークに徐々に減少、1944年にはロンドン・アベルクロンビー計画が策定されニュータウンへの移転が進んだ。その後、1980年代から徐々に増加してきたが、未だ60年代レベルほどしか回復していない。
2001年の国勢調査によると、イズリントンには17万5797人が住んでいる。うち75%が白人で、6%がアフリカ系黒人、5%がカリブ系黒人、2%がバングラデシュ系で占められる。住民の32%が持ち家である。

## 教育

### 大学
区内には2校の高等教育機関が置かれている。ノーザンプトン・スクエアにあるロンドン大学シティ校（2016年までシティ大学ロンドン、旧ノーザンプトン研究所）は1894年に設立された。一方、ハロウェイ・ロードには2002年に北ロンドン大学とロンドン・ギルダール大学が合併し誕生したロンドン・メトロポリタン大学の北部キャンパスが置かれている。

### カレッジ
加えて、継続教育機関もシティ・アンド・イズリントン・カレッジとウェストミンスター・キングズウェイ・カレッジの2校が置かれている。

### 学校
区内には小学校が47校、中等学校が10校、特別学校が3校、生徒委託ユニット（PRU、なんらかの理由で学校に行けなくなった子どもに教育の機会を与える施設）が5校ある。

## イズリントンが登場する作品
ダグラス・アダムズの小説『銀河ヒッチハイク・ガイド』で、主要登場人物のうちの3人（アーサー・デント、トリリアン、ザフォド・ビーブルブロックス）が初めて顔を合わせるのがイズリントンのアパートで行われた「ファンシー・ドレス・パーティー」であった。
2006年公開の映画『私の婚活恋愛術』（Love and Other Disasters）で、ブリタニー・マーフィ演じる主人公はイズリントンの役所で結婚した。

## 関係者
出身者
- エイダ・ロー（111歳まで生きた元長寿世界一の女性） - イズリントン生まれ
- ジョージ・マーティン（音楽プロデューサー、"5人目のビートルズ"） - ハイベリー生まれ
- ジェフリー・アーチャー（政治家、小説家で世界的な代表作「ケインとアベル」） - ハロウェイ (Holloway) にあった旧ロンドン市産科病院 (en) に生まれ、生後2週間でノース・サマセットに越した。
- アラン・パーカー（映画監督・プロデューサー） - イズリントン生まれ
- ジョン・ライドン（歌手・ミュージシャン「セックス・ピストルズ」） - 労働者階級のアイリッシュ系を両親に、区内北側ハロウェイないしフィンズベリー・パーク (Finsbury Park) 界隈のジャマイカ系も含めた貧しい移民街で生まれ育つ。以降、ハロウェイに居住（en:Holloway, London#Notable residents 参照）
- レオナ・ルイス（歌手、シンガーソングライター）
- アデバヨ・アキンフェンワ（サッカー選手）
- ライアン・スミス（サッカー選手） - イズリントン生まれ

居住その他ゆかりある人物
- エドワード・リア（19世紀ヴィクトリア朝期の挿絵画家、詩人） - ハロウェイに居住（en:Holloway, London#Notable residents 参照）
- ダグラス・アダムス（小説家） - ハロウェイに居住[3]
- カヤ・スコデラリオ（女優・ファッションモデル） - ハロウェイに居住[4]
- ヘレン・マックロリー（女優） - 1968年、パディントン生まれ。2007年に数歳年下のダミアン・ルイス（男優）と結婚し、カムデン区境界界隈のタフネル・パーク (Tufnell Park) に居住し[5]、2021年死去。